# Astley Bridge
Astley Bridge – dzielnica miasta Bolton, w Anglii, w hrabstwie Wielki Manchester, w dystrykcie metropolitalnym Bolton. W 2011 roku dzielnica liczyła 13 807 mieszkańców.